# Saint-Germain-lès-Arpajon
Saint-Germain-lès-Arpajon je francouzské město v departementu Essonne, v regionu Île-de-France, 30 kilometrů jihozápadně od Paříže.

## Geografie
Sousední obce: Ollainville, Linas, Leuville-sur-Orge, Arpajon, Brétigny-sur-Orge a La Norville.

## Vývoj počtu obyvatel
Počet obyvatel

## Osobnosti obce
- Corbinien de Freising, biskup a světec, který se zde narodil

## Doprava
Obec je dosažitelná linkou RER C.

## Památky
- kostel Saint-Germain z 11. století